# 罗曼德
罗曼德，是匈牙利杰尔-莫雄-肖普朗州所辖的一个村。总面积9.85平方公里，总人口285，人口密度28.9人/平方公里（2011年1月1日）。